# Erwin Guido Kolbenheyer

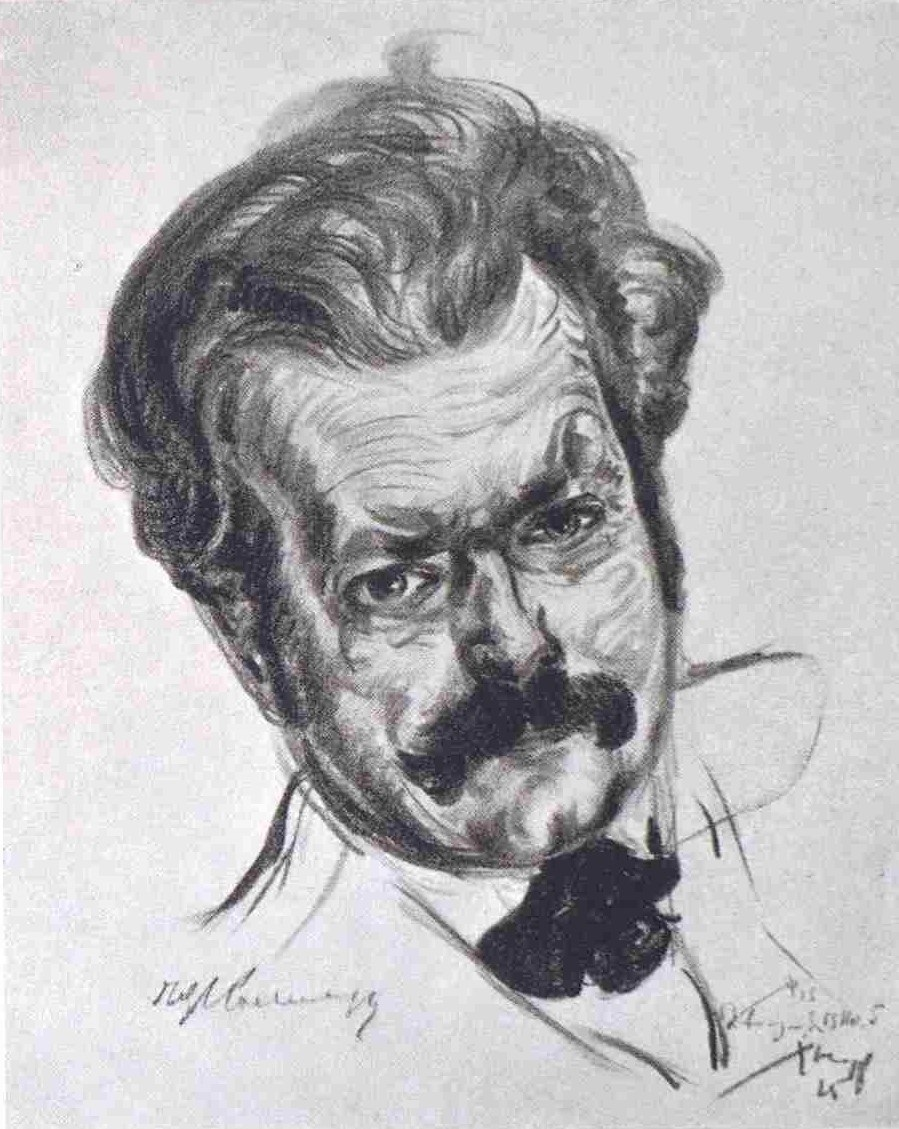
Porträt Kolbenheyers von Emil Stumpp (1926) mit Signatur des Dargestellten (linke Unterschrift)

Erwin Guido Kolbenheyer (* 30. Dezember 1878 in Budapest, Königreich Ungarn, Österreich-Ungarn; † 12. April 1962 in München) war ein österreichisch-deutscher Romanautor, Dramatiker und Lyriker.

## Leben
Kolbenheyer wurde als Sohn des ungarndeutschen Architekten Franz (auch Ferenc) Kolbenheyer (1841–1881) geboren, der als Angestellter des ungarischen Kultusministeriums am Bau der Budapester Universität beteiligt war. Sein Großvater Moritz Kolbenheyer (1810–1884) war ein politisch einflussreicher Pfarrer in Ödenburg gewesen, seine Großmutter von Vatersseite war eine aus Wien stammende Ungarin; ein entfernter Verwandter war der ungarische Revolutionsgeneral Arthur Görgey. Kolbenheyers Mutter Amalie geb. Hein stammte aus einer alteingesessenen Familie in Karlsbad, ihr Vater war ebenfalls Architekt. Nach dem frühen Tod des Vaters wuchs Erwin in Karlsbad auf, wo er in die Schule kam. Anschließend besuchte er das Gymnasium in Eger. Ein Philosophie-, Psychologie- und Zoologiestudium an der Universität Wien (1900–1905) schloss er mit der Promotion zum Dr. phil. ab. In Wien wurde er 1906 Mitglied des akademischen Corps Symposion. Während der Studienjahre verband Kolbenheyer eine Freundschaft mit dem bereits schriftstellerisch tätigen Stefan Zweig.
1906 heiratete er in Wien Marianne Eitner (1880–1957), eine Tochter des Lederforschers Wilhelm Eitner.
Im Ersten Weltkrieg meldete sich Kolbenheyer im Frühjahr 1915 freiwillig zum Kriegsdienst, wurde aber als frontuntauglich eingestuft und leitete bis Kriegsende ein Kriegsgefangenenlager bei Linz.
1919 übersiedelte Kolbenheyer nach Tübingen, wo er bis 1932 als freier Schriftsteller lebte. In den Jahren 1917 bis 1926 schuf er sein Hauptwerk, die Romantrilogie Paracelsus. Seit 1926 war er Mitglied der im gleichen Jahr gegründeten Sektion für Dichtkunst der Preußischen Akademie der Künste. Bereits 1928 gehörte Kolbenheyer zum Förderkreis des Kampfbunds für deutsche Kultur. In der Zeit von 1933 bis 1944 unterstützte er den Nationalsozialismus in zahlreichen Reden und Schriften. Nach dem Tod Paul von Hindenburgs gehörte er zu den Unterzeichnern des Aufrufs der Kulturschaffenden zur „Volksbefragung“ am 19. August 1934 über die Zusammenlegung des Reichskanzler- und Reichspräsidentenamtes in der Person Hitlers. Die Eingliederung des Sudetenlandes nach dem Münchner Abkommen begrüßte er euphorisch. Am 17. Januar 1939 beantragte er die Aufnahme in die NSDAP und wurde rückwirkend zum 1. Dezember 1938 aufgenommen (Mitgliedsnummer 6.429.716). Kolbenheyer wurde in der Zeit des Nationalsozialismus vielfach ausgezeichnet. 1944 wurde er von Adolf Hitler auf eine Sonderliste der Gottbegnadetenliste gesetzt, die die sechs in Hitlers Augen wichtigsten deutschen Schriftsteller enthalten sollte. Hierdurch genoss er weitere Privilegien, etwa die Freistellung von sämtlichem Kriegsdienst auch an der Heimatfront.
1948 stufte ihn die Münchner Spruchkammer als Belasteten ein; er wurde zu fünf Jahren Berufsverbot, dem Entzug des halben Vermögens und 180 Tagen Sonderarbeit verurteilt. Ein Revisionsverfahren 1950 erbrachte die Einstufung als minderbelastet, das Berufsverbot wurde aufgehoben und das Sühnegeld auf 1000 DM gesenkt. Kolbenheyer zeigte sich in der Öffentlichkeit zu keinem Zeitpunkt einsichtig. Der Kritik an den Spruchkammerverfahren und der Selbstrechtfertigung diente der stark autobiographisch geprägte Roman Sebastian Karst über sein Leben und seine Zeit von 1957/58. Auch das 1960 „im Einvernehmen mit dem Dichter und der Kolbenheyer-Gesellschaft“ neu aufbearbeitete Kolbenheyer-Buch seines Freundes Ernst Frank, das zuerst 1937 erschienen war, ist durchgehend apologetisch gehalten. Kolbenheyer war Mitglied der rechtsextremistischen Gesellschaft für Freie Publizistik und ihrer Vorläufer. Rückhalt genoss er in den Organisationen der heimatvertriebenen Sudetendeutschen, insbesondere in der Sudetendeutschen Landsmannschaft, die ihm 1958 den drei Jahre zuvor von ihr gestifteten Großen Sudetendeutschen Kulturpreis zusprach.
Kolbenheyer lebte in Solln bei München, in Schlederloh und zuletzt in Gartenberg (Geretsried) bei Wolfratshausen. Er wurde auf dem Waldfriedhof in Gartenberg beigesetzt.

## Werk und Weltanschauung
Kolbenheyer legte auf sein denkerisches Werk dasselbe Gewicht wie auf sein dichterisches. Den Kern seiner Weltanschauung bildet ein sozialdarwinistischer Biologismus und die pseudoreligiöse Mystifizierung des Deutschtums. Er betrachtete Völker als überindividuelle, fundamental biologisch bestimmte Einheiten, die sich im fortwährenden Anpassungskampf nach den Mechanismen von Auslese und Differenzierung je nach ihrer Eigenart bewähren müssen. Wesen und Eigenart eines Volkes seien durch sein „Artplasma“ bestimmt. Den Deutschen schreibt er ein „faustisches“, ruhelos wühlendes Wesen zu, das alle Tiefen durchforsten und Gipfel erklimmen wolle und rastlos nach dem tiefsten Ruhepol seines Daseins suche. Spezifische Eigenarten etwa der deutschen Dichtkunst führt er auf solche angeblich biologisch-wesensmäßig determinierten Grundlagen deutschen Volkstums zurück. Sein dichterisches Werk ist auf die mythische Konstruktion von Leben und Geschichte vor dem Hintergrund dieser völkischen Ideologie gerichtet. Seine Darstellung historischer Stoffe will „das geistige Zu-sich-selbst-kommen des deutschen Volkes aus der Überdeckung durch die mittelmeerische Geistigkeit“ anhand konkreter Ereignisse und Gestalten beleuchten. Im Paracelsus wählt er dafür die Zeit der Reformation und schildert die Kämpfe zwischen Luthertum und Katholizismus, Humanismus und Wiedertäuferei als kulturhistorische Realisierung seiner Auffassungen. „Jeder der drei Bände wird eingeleitet durch ein ‚Gespräch‘ zwischen Wotan und Christus über das deutsche Volk, dessen Drang nach einem festen Glauben durch die konfessionelle Zersplitterung und leere religiöse Formeln erstickt werde.“ Kolbenheyer begründete eine Schule Gleichgesinnter, die den völkischen Aufbau nach dem Vorbild der mittelalterlichen Bauhütten befördern sollten.
Auch den Ersten Weltkrieg betrachtete Kolbenheyer als rassischen Überlebenskampf. Das deutsche Volk habe allein und auf sich gestellt gegen den „mediterranen Geist“ und für den „Lebensbestand der weißen Menschheit“ gekämpft, erklärte er in einer Rede im Frühjahr 1932.

## Rezeption
Zwischen 1927 und 1937 wurde Erwin Guido Kolbenheyer fünfmal für den Nobelpreis für Literatur vorgeschlagen, von 1934 bis 1937 jedes Jahr, davon zweimal von Hans-Friedrich Rosenfeld und zuletzt von Heinz Kindermann. Kindermann regte auch eine frühe Dissertation über Kolbenheyer an der Universität Münster an.
Stefan Zweig bezeichnete ihn 1942 als „literarischen Jugendfreund“, der „einer der offiziellen Dichter und Akademiker Hitlerdeutschlands geworden“ sei. Werner Bergengruen bewertete Kolbenheyers Wirken während der NS-Diktatur 1946 mit den Worten: „In seiner großen Eitelkeit war er der Meinung, das geistige Leben Deutschlands kulminiere in seiner Person“.
In der Sowjetischen Besatzungszone wurden mehrere Schriften Kolbenheyers auf die Liste der auszusondernden Literatur gesetzt. Nach der Gründung der DDR traf 1953 die Veröffentlichung Das Kolbenheyer-Buch (1937, herausgegeben von Kolbenheyers Freund Ernst Frank) das gleiche Schicksal. Auf der österreichischen Liste der gesperrten Autoren und Bücher (Wien 1946) war Kolbenheyers Gesamtwerk gesperrt; dennoch konnten seine Bücher 1951 beim Salzburger Rabenstein-Verlag erscheinen.

## Kolbenheyer-Gesellschaft
Begleitet und unterstützt von Kolbenheyer selbst, gründete sich 1951 die „Gesellschaft der Freunde des Werkes von E. G. Kolbenheyer“, später in „Kolbenheyer-Gesellschaft e. V.“ umbenannt. 1958 folgte die Gründung einer Tochtergesellschaft in Österreich. Die Gesellschaft gibt seit 1955 den „Bauhüttenbrief“ heraus, verwaltet seit 1962 das Kolbenheyer-Archiv und besorgte von 1957 bis 1978 die Werkausgabe von Kolbenheyers Schriften. Neben dem schriftstellerischen Nachlass Kolbenheyers betreute das Archiv 1983 einen Bestand von 6000 Bibliotheks- und Archivbänden und 70.000 Fotografien.
Die Gesellschaft hatte 1963 rund 850 Mitglieder. Ihr Sitz war lange Zeit Nürnberg, später Geretsried. Die österreichische Tochtergesellschaft hatte in den 1970er Jahren 200 Mitglieder, ihr Sitz war anfangs Velden am Wörther See, später Salzburg. Vorsitzende der Gesellschaft waren unter anderem Karl-Heinz Laaser (um 1963), Walter Hawelka (mindestens von 1989 bis 2005) sowie Hans Berger (mindestens von 2012 bis 2018). Vorsitzende der österreichischen Tochtergesellschaft waren u. a. Gerhard Soos (ab Gründung), Fritz Friedl (mindestens von 1972 bis 1976) sowie Heinrich Koller (mindestens von 1978 bis 1989).
Viele der Vorsitzenden waren mit rechtsradikalen bis rechtsextremistischen Kreisen teils eng verbunden. So war der langjährige Vorsitzende Walter Hawelka Mitglied im Witikobund, und Hans Berger war zugleich Vertreter Österreichs bei dem rechtsextremen Zusammenschluss Europäische Aktion. Heinrich Koller wurde in Österreich klar dem deutschnationalen Spektrum zugeordnet. Entsprechend wird der Gesellschaft in der Literatur attestiert, sie würde „unter dem Deckmantel der Werkpflege ungehindert rassistisches Gedankengut predigen“. In den Veröffentlichungen der Kolbenheyer-Gesellschaft und der weltanschaulich verwandten Blunck-Gesellschaft trete „ein Geschichtsverständnis zutage, das in seiner extremsten Form eine implizite Leugnung des Holocaust darstellt und das eine Verortung dieser Vereinigungen im rechtsextremen Milieu nahe legt.“

## Ehrungen
- 1911 Bauernfeld-Preis
- 1926 Adalbert-Stifter-Preis
- 1927 Ehrendoktor der Universität München
- 1932 Goethe-Medaille für Kunst und Wissenschaft
- 1937 Goethepreis der Stadt Frankfurt am Main
- 1938 Adlerschild des Deutschen Reiches
- 1941 Kant-Plakette der Stadt Königsberg
- 1941 Ehrenmitglied der Akademie der Wissenschaften in Wien
- 1944 Grillparzer-Preis
- 1958 Josef-Hofmann-Plakette
- 1959 Sudetendeutscher Kulturpreis

Die Kolbenheyerstraße in seinem früheren Wohnort Geretsried wurde in den 1990er Jahren wegen politischer Bedenken in Graslitzer Straße umbenannt.

## Werke
- Giordano Bruno. Die Tragödie der Renaissance, Drama über Giordano Bruno, 1903
- Amor Dei, Spinoza-Roman, 1908
- Meister Joachim Pausewang, Roman um Jakob Böhme, 1910 (siehe auch Adam von Dobschütz)
- Montsalvasch, Roman, 1912.
- Ahalibama, Erzählungen, 1913.
- Der Dornbusch brennt, Gedichte, 1922.
- Paracelsus (Kolbenheyer): ISBN 3-469-00108-1.
  - Die Kindheit des Paracelsus, 1917
  - Das Gestirn des Paracelsus, 1922
  - Das Dritte Reich des Paracelsus, 1926
- Drei Legenden, 1923.
- Die Bauhütte 1926 (überarbeitet 1939 und unter dem Titel Die Philosophie der Bauhütte 1952)
- Das Lächeln der Penaten, Roman, 1927.
- Die Brücke, Schauspiel, 1929.
- Karlsbader Novelle, 1929.
- Jagt ihn – ein Mensch! Schauspiel, 1931.
- Das Gesetz in dir, Schauspiel, 1931.
- Reps, die Persönlichkeit, Roman, 1932.
- Die Begegnung auf dem Riesengebirge, Novelle, 1932.
- Gregor und Heinrich, Schauspiel, 1934.
- Klaas Y, der große Neutrale, Erzählungen, 1936.
- Das gottgelobte Herz, Roman, 1938.
- Widmungen, Gedichte, 1938.
- Vox humana, Gedichte, 1940.
- Zwei Reden: Das Geistesleben in seiner volksbiologischen Bedeutung. Jugend und Dichtung, 1942.
- Bauhüttenphilosophie. Ergänzende und erläuternde Abhandlungen zur biologisch-naturalistischen Metaphysik, 1942.
- Menschen und Götter. Dramatische Tetralogie. Orbis, Prag 1944.
- Sebastian Karst über sein Leben und seine Zeit, Autobiographie. 3 Bände. 1957/58.
- Mensch auf der Schwelle (entstanden 1951–1956), 1969.